# Microglobulina
La microglobulina es una globulina de peso molecular relativamente bajo.
 
Puede contrastarse con la macroglobulina.
Los ejemplos incluyen:
- Beta-2 microglobulina
- Alfa-1-microglobulina